# Villino Alatri
Il villino Alatri è un edificio di Roma.
Si trova all'incrocio tra via Giovanni Paisiello e via Vincenzo Bellini (con ingresso su quest'ultima strada), nel quartiere Pinciano.
Edificato nel 1928 e ristrutturato nel 1949, nel dopoguerra ha trovato impiego come palazzina per uffici, dopo essere nato come edificio residenziale.

## Storia
Il villino fu commissionato a Vittorio Ballio Morpurgo negli anni venti del XX secolo da Giacomo Alatri – industriale tessile e importante esponente della comunità ebraica romana – su un'area del settore settentrionale del quartiere Pinciano adiacente ai Parioli, all'incrocio tra via Giovanni Paisiello e via Vincenzo Bellini.

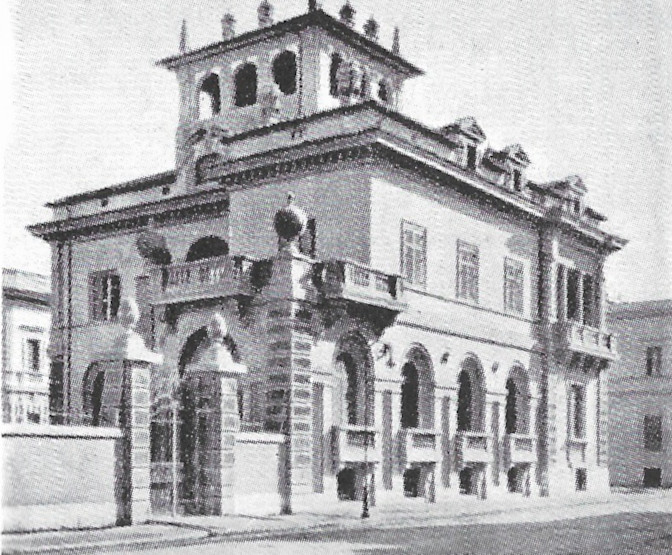
Il villino negli anni trenta

In ragione della perfetta ortogonalità delle due strade, il villino presenta un fronte a spigolo a 90° sull'incrocio e una forma a "L" con il lato più lungo su via Paisiello, sul quale originariamente si trovava anche l'ingresso.
Il fronte nascondeva un giardino interno, dal quale si accedeva dall'ingresso su via Paisiello.
L'edificio consisteva in tre piani, di cui due fuori terra: quello sotterraneo ospitava la caldaia, il rimessaggio auto e un alloggio di servizio per il portiere.
Quello al piano terreno ospitava altresì salotti e zona pranzo.
Per la servitù era previsto un terzo piano ricavato nel sottotetto, ed era presente un'altana sul lato di via Bellini.
Lo stile era in linea con i manufatti dell'epoca, definito da Piero Ostilio Rossi «lezioso barocchetto».
Nel dopoguerra i nuovi proprietari, anche alla luce della variazione del piano particolareggiato di zona, decisero l'ampliamento della cubatura dell'edificio, commissionando i lavori a Mario Ridolfi, Volfango Frankl e Mario Fiorentino.
Il lavoro, progettato usando il vecchio villino come una sorta di fondazione per il nuovo, si rifece al modernismo e costituì un elemento di rottura con la struttura preesistente: laddove infatti i primi due piani erano completamente in simil-muratura e riprendevano i colori tipici delle palazzine alto-borghesi della zona, la sopraelevazione fu in cemento armato a vista e ampie superfici vetrate.
La nuova palazzina risultò complessivamente presentare un piano in più (fu rimossa parte del giardino, della terrazza su via Paisiello, l'altana e le coperture).
Per l'interno, Ridolfi progettò tre corpi scala distinti, nessuno dei quali tuttavia collegante tutti i piani: uno, a chiocciola, unisce i due piani superiori, mentre gli altri due collegano rispettivamente tutti i piani meno l'attico e quelli costruiti con l'ampliamento.
Inoltre fu realizzato un vano ascensore per i tre piani superiori.
L'ingresso fu spostato da via Paisiello a via Vincenzo Bellini.
Nonostante il palese contrasto visivo tra i due stili che caratterizzano il lavoro terminato, vi furono pareri specializzati che riconobbero dignità e coraggio alle scelte degli architetti che operarono sull'edificio: la rivista Metron citò l'ordinarietà della palazzina originale per mettere in luce l'originalità della sopraelevazione, capace di dare vita anche ai due piani preesistenti e farli uscire dall'anonimato cui la vecchia costruzione li aveva confinati; lo stesso Rossi, pur non esprimendo giudizi di valore circa l'estetica del manufatto, ne descrisse la ristrutturazione come un esempio di architettura organica funzionale alle esigenze di ricostruzione post-bellica.
Negli anni ottanta l'Enel divenne usufruttuaria dell'edificio e vi installò parte degli uffici amministrativi della propria direzione generale; al 2025 i locali ospitano gli uffici della Fondazione Enel.